# Debbi Peterson
Deborah Mary Peterson (Los Angeles, 22 de agosto de 1961), mais conhecida pelo nome artístico de Debbi Peterson, é uma musicista estadunidense. Ela é mais conhecida por ser a co-fundadora do The Bangles. Ela já cantou dois dos singles lançados pela banda, "Going Down to Liverpool" (1984) e "Be with You" (1989). Ela é a irmã mais nova da colega de Bangles, Vicki Peterson.
Ela já havia estabelecido sua primeira banda no ensino médio e iniciou uma carreira solo após a separação do The Bangles em 1990. Em 1992, ela formou o Duo Kindde Spirit que durou pouco com Siobhan Maher, anteriormente do River City People.
Eterson casou-se com o engenheiro de som inglês Steven Botting desde 1989. Eles têm dois filhos.